# Phare de Los Molles
Le phare de Los Molles ou phare de la péninsule Los Molles (en espagnol : Faro Península Los Molles)  est un phare actif situé sur à  8 km au nord-ouest de Quintero (Province de Valparaíso), dans la Région de Valparaíso au Chili.
Il est géré par le Service hydrographique et océanographique de la marine chilienne dépendant de la Marine chilienne.

## Histoire
Ce phare, érigé sur la péninsule Los Molles (ceb), a été inauguré le 28 avril 1944. Il marque l'entrée du port de Quintero et de la raffinerie de Concón. Il a été restauré en 2000.

## Description
Le phare  est une tour octogonale en béton, avec une galerie et une lanterne circulaire de 16 m de haut. La tour est peinte en bandes rouges et blanches. Il émet, à une hauteur focale de 94 m, un éclat blanc par période de 15 secondes. Sa portée est de 22 milles nautiques (environ 41 km).
Identifiant : ARLHS : CHI-022 - Amirauté : G1882 - NGA : 111-1252 .

### Lien connexe
- Liste des phares du Chili